# Italienischer Faschismus

Das goldene Liktorenbündel (fascio littorio) auf der schwarzen Parteifahne der Faschisten. Das „römische“ Bündel mit seitlichem Beil wurde 1923 bis 1943 genutzt

Das goldene Liktorenbündel auf der Kriegsflagge der faschistischen Sozialrepublik (RSI). Das „republikanische“ Bündel mit mittigem Beil (Hellebarde) wurde 1919–1923 und erneut 1943–1945 genutzt

Der Begriff italienischer Faschismus (italienisch Fascismo italiano, Eigenbezeichnung Fascismo, Faschismus) bezeichnet eine 1919 im Königreich Italien gegründete rechtsextreme politische Bewegung, deren politische Ideologie sowie deren diktatorische Herrschaftsformen im faschistischen Italien (1925–1943) und der faschistischen Sozialrepublik von Salò (1943–1945). Von 1921 bis 1945 wurden die Faschisten von ihrem „Duce“ (dt. Führer) Benito Mussolini angeführt.
Die Ursprünge der faschistischen Bewegung liegen in den am 23. März 1919 gegründeten Fasci italiani di combattimento (dt. Italienische Kampfbünde), die 1921 zum Partito Nazionale Fascista (kurz PNF, dt. Nationale Faschistische Partei) umgewandelt wurden. Nach dem sogenannten Marsch auf Rom 1922 bildeten die Faschisten eine Koalitionsregierung mit Konservativen und Nationalisten mit Mussolini als Ministerpräsidenten. Ab 3. Januar 1925 errichteten die Faschisten in Italien eine Einparteiendiktatur. Die Periode von 1922 bis 1943 wird in Italien als ventennio fascista („die zwei Jahrzehnte des Faschismus“) oder ventennio nero („die zwei schwarzen Jahrzehnte“) bezeichnet.
Die imperialistische Außenpolitik der Faschisten führte zu einer Reihe von militärischen Interventionen Italiens in Afrika (Libyen, Somaliland, Eritrea, Äthiopien) und auf dem Balkan (Korfu-Zwischenfall, Albanien, Griechenland, Jugoslawien). Darüber hinaus unterstützte das faschistische Italien 1936 bis 1939 militärisch massiv die Nationalisten Francisco Francos im Spanischen Bürgerkrieg (Corpo Truppe Volontarie) und beteiligte sich als Verbündeter des Dritten Reiches am Zweiten Weltkrieg (Westfeldzug, Afrikafeldzug, Ostafrikafeldzug, Krieg gegen die Sowjetunion).
Nach dem Sturz Mussolinis im Juli 1943 reduzierte sich infolge der alliierten Invasion das Einflussgebiet des italienischen Faschismus auf die vom Dritten Reich abhängige faschistische Sozialrepublik (informell auch Republik von Salò), in welcher der Partito Fascista Repubblicano (kurz PFR, dt. Republikanisch-Faschistische Partei) die Einparteiendiktatur fortführte. 1945 endete der Faschismus in Italien mit der Befreiung durch die Alliierten.
Der italienische Faschismus galt als Modell für ähnliche Bewegungen, Parteien und Organisationen in verschiedenen Staaten und Regionen Europas, auch für den in Deutschland im Jahr 1933 zur Macht gelangten und bis 1945 herrschenden Nationalsozialismus.

## Aktuelle Einordnungen und Tendenzen der Forschung

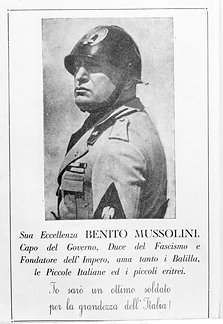
Benito Mussolini auf einem Propagandaplakat

Die Literatur über den italienischen Faschismus hat eine außerordentliche Vielfalt konkurrierender, einander häufig in fundamentalen Fragen widersprechender Deutungen hervorgebracht. Eine allgemein akzeptierte Einordnung des Faschismus auch nur in seiner italienischen Variante gibt es nicht; die Reichweite der einzelnen Hypothesen beschränkt sich durchweg auf bestimmte historiographische Schulen. Der amerikanische Faschismusforscher Stanley G. Payne unterscheidet 13 verschiedene Lesarten, von denen zwölf den italienischen Faschismus als Teil einer Gattung politischer Regime und Bewegungen diskutieren, während eine den Faschismusbegriff nur für Italien gelten lässt. Die zuletzt genannte Interpretationslinie war international immer eine Randposition, in der deutschsprachigen Forschung aber lange Zeit vorherrschend, wo (außerhalb der marxistischen Diskussion) nur wenige Historiker mit einem vergleichenden Faschismusbegriff gearbeitet haben, darunter etwa Wolfgang Schieder. Außerdem spielt der italienische Faschismus in verschiedenen politikwissenschaftlichen Modellen – klassisch etwa in den Debatten über Autoritarismus und Totalitarismus oder in einigen Modernisierungstheorien – eine Rolle, die ihrerseits wieder auf Fragestellungen der Geschichtswissenschaft ausstrahlen. Dabei werden die für die Politikwissenschaft typischen Merkmalskataloge und Definitionen von einigen Historikern als methodische Grundlage akzeptiert, während andere – insbesondere jene, die den wissenschaftlichen Wert der Totalitarismustheorie bezweifeln – die „barocken“ Versuche, durch das Addieren formaler oder ideologischer Merkmale zu einer hinreichenden Bestimmung des Faschismus zu gelangen, mit Skepsis betrachten. Zudem wird die wissenschaftliche Debatte – nicht nur in Italien – bis in die jüngste Zeit mitunter sehr stark von geschichtspolitischen Überlegungen überformt: So führen die seit den 1980er Jahren andauernden Versuche konservativer italienischer Historiker und Politologen, den Faschismus „in die akzeptable Nationalgeschichte einzugemeinden oder ihm zumindest eine genauso große (und manchmal größere) Legitimität zuzubilligen als der ‚antifaschistischen‘ Republik“, notwendig zu anderen Fragestellungen und Folgerungen als das Festhalten an dem Standpunkt, dass der Faschismus ein „zutiefst inhumanes, antidemokratisches und reaktionäres politisches Regime“ gewesen ist.
Nach dem Abflauen älterer Kontroversen (etwa über die Frage, ob der Faschismus als „modern“ oder „antimodern“ einzuordnen ist) hat sich in den letzten Jahrzehnten in erster Linie die grundsätzlich unterschiedliche Bewertung der Selbstzeugnisse des Faschismus als Trennungslinie in der Forschung erwiesen. Diese Auseinandersetzungen wurden durch den sogenannten linguistic turn, der in den 1990er Jahren große Teile der Geschichtswissenschaft erfasste, zugespitzt, haben aber ältere Wurzeln. Im Hintergrund steht dabei die Frage, ob Ideen und Ideologien oder aber gesellschaftliche Verhältnisse bzw. Herrschafts- und Abhängigkeitsstrukturen im Zentrum der Analyse zu stehen haben. In der neueren Literatur zum italienischen Faschismus konkurrieren Ansätze, die die Rhetorik, die ideologischen Dokumente, Rituale und öffentlichen Erklärungen des Regimes – etwa hinsichtlich seines „totalitären“ und „revolutionären“ Charakters – in den Mittelpunkt des Interesses rücken, mit solchen, die den faschistischen „Propagandastaat“ in eine umfassende politische Sozialgeschichte einbetten und es ablehnen, die „Rhetorik des Regimes zu betrachten und von da aus zu Schlüssen über Regime, Volk, Konsens oder was auch immer“ zu kommen.
Die erstgenannte Richtung wurde zuletzt vor allem von Historikern vertreten, die den Faschismus als „politische Religion“ auffassen, darunter führend von Emilio Gentile und Roger Griffin. Die wesentlichen Beiträge dieser Schule erscheinen seit 2000 in der Zeitschrift Totalitarian Movements and Political Religions (seit 2011 Politics, Religion & Ideology). Obwohl dieser Ansatz von namhaften Historikern abgelehnt wird, haben Griffin und Gentile mehrfach den Anspruch erhoben, einen „neuen Konsens“ der Forschung formuliert zu haben. Sie betrachten den Faschismus als ideologisch angetriebenen, revolutionären „palingenetischen Ultranationalismus“ und bescheinigen ihm eine zumindest versuchte „anthropologische Revolution“. Diese Historiker sehen in dem vom faschistischen Regime beschworenen „Totalitarismus“ keine rhetorische Fiktion, sondern eine zumindest partielle Wirklichkeit eigenen Rechts. Zu vergleichbaren Ergebnissen für den Bereich der „faschistischen Kultur“ kommen die Arbeiten, die sich seit den 90er Jahren aus Ansätzen der cultural studies entwickelt haben, ohne jedoch immer direkt an die Überlegungen zu den politischen Religionen anzuschließen.
Methodik und Ergebnisse der Griffin/Gentile-Schule sowie der poststrukturalistischen „Diskursanalyse“ wurden von Vertretern einer politischen Sozialgeschichte des italienischen Faschismus wiederholt kritisiert. Hierbei hat sich insbesondere der australische Historiker Richard Bosworth profiliert, der mehrere maßgebliche Arbeiten zum italienischen Faschismus vorgelegt und 1998 erstmals auf die „seltsame Allianz“ zwischen der konservativen, selbstbewusst „anti-antifaschistischen“ italienischen Historikergruppe um Renzo De Felice und Emilio Gentile und ideengeschichtlich arbeitenden Faschismusforschern poststrukturalistischer Provenienz hingewiesen hat. Im Zentrum von Bosworths Kritik stand wiederholt die weitgehende Akzeptanz und „wörtliche“ Auslegung der ideologischen, in sich selber zutiefst widersprüchlichen Selbstzeugnisse des Faschismus, durch die, so Bosworth, diese Historiker im Extremfall „nur leichtgläubig das berichten, was der Faschismus verlautbarte, statt kritisch zu untersuchen, was das wirklich bedeutete.“ Bosworth konstatiert vor dem Hintergrund seiner eigenen Forschungen dagegen einen „gähnenden Abgrund zwischen dem, was nach faschistischer Lesart zählte, und dem, worauf es wirklich ankam.“ Er kritisiert die „kulturalistischen“ Ansätze nicht zuletzt als bewussten Versuch, den sozialen und politischen Inhalt des Faschismus auszublenden:
„Eine andere Implikation dieser ‚kulturalistischen‘ Annäherung an Mussolinis Regime war, dass der Faschismus am besten als klassenübergreifendes Phänomen zu verstehen sei. Faschistische Kultur, Faschismus als ‚politische Religion‘ – das war die Quadratur des Kreises gegen die traditionellen marxistischen Behauptungen, dass der Faschismus eine Klassenrealität und ein Klasseninteresse repräsentierte, und dass, in Horkheimers berühmten Worten, der, der ‚vom Kapitalismus nicht reden will, vom Faschismus schweigen soll‘.“
John F. Pollard, der zum Verhältnis des faschistischen Regimes zur Kirche geforscht hat, betonte 2005 gegen Griffin/Gentile den instrumentellen Charakter gerade der „religiösen“ Aspekte des Regimes:
„Wenn der italienische Faschismus die äußeren Zeichen der Religion anlegte – Credo, Litaneien, Gebote und Rituale –, dann nicht, um eine säkulare Lücke in der italienischen Gesellschaft zu füllen, sondern weil derlei die Bewegung und das Regime verständlicher und akzeptabler für den durchschnittlichen Italiener machte, der von einer lebendigen und dynamischen katholischen Kultur umgeben war.“
Der Historiker Kevin Passmore hat die methodischen Grundannahmen der Theorie der „politischen Religion“ mit Blick auf die Faschismusforschung problematisiert und diese dabei in die Nähe reaktionärer Denktraditionen gerückt:
„So behauptet Burleigh, dass die Massen widerwilliger als die Eliten ‚apokalyptische revolutionäre Illusionen‘ aufgeben würden und dass die ‚Ungebildeten‘ anfällig für die Manipulation durch Gegeneliten seien. Mit anderen Worten: Die Theoretiker der politischen Religion definieren ihre eigene Rationalität im Gegensatz zur Unvernunft der Massen und nehmen wirklich an, dass die Massen empfänglich sind für Manipulationen. Das Argument, dass politische Religionen funktionieren, weil sie ein Bedürfnis der Massen bedienen, kann seine Ableitung aus der [von Gustave Le Bon formulierten und unter anderem von Mussolini aufgegriffenen] Vorstellung einer manipulativen Elite und einer manipulierbaren Masse kaum verbergen. (…) Aber natürlich ist die Theorie der politischen Religionen nicht protofaschistisch. Wie ihr Vorgänger, die Totalitarismustheorie, hat sie Autoren verschiedener politischer Glaubensrichtungen angezogen, und Theorien müssen nach ihren Verdiensten beurteilt werden.“
Keine dieser Debatten kann als abgeschlossen gelten. Mithin stehen sich auf zahlreichen wichtigen Forschungsfeldern kontroverse Positionen gegenüber. So gibt es Autoren, die die Außenpolitik des Regimes beinahe ausschließlich aus dem ideologisch determinierten „Willen“ Mussolinis ableiten, und andere, die von einem seit dem Risorgimento tradierten ideologischen, sozialen und politischen Rahmen italienischer Großmachtpolitik ausgehen, aus dem auch die von maßgeblichen Teilen der Eliten mitgetragene faschistische Außenpolitik nicht ausgebrochen sei. Auch über die Rolle und Bedeutung Mussolinis, beispielsweise bei der Genese der faschistischen Bewegung, besteht keine Einigkeit. A. James Gregor etwa hat die Bedeutung einer seiner Ansicht nach konsistenten faschistischen Ideologie hervorgehoben und bereits den jungen Mussolini als innovativen Denker sui generis beschrieben. Demgegenüber hat Richard Bosworth darauf hingewiesen, dass beinahe alle führenden Faschisten den Weg zum Faschismus gefunden haben, bevor sie eine erkennbare ideologische oder persönliche Beziehung zu Mussolini hatten. Bei Mussolini nach intellektueller Schlüssigkeit zu suchen, sei ein „törichtes Unternehmen“; die politischen und ideologischen Entwicklungen, die in den Faschismus führten, kommen für Bosworth spätestens während des Ersten Weltkrieges zum Durchbruch: „Sie brauchten nicht Mussolini, um erfunden zu werden.“

## Geschichte

### Politischer, sozialer und ideologischer Hintergrund

#### Strukturprobleme des liberalen Staates
Die Annexion des Kirchenstaates schloss 1870 die Bildung des italienischen Nationalstaates ab (vgl. Risorgimento). Dieser Staat wurde von einer schmalen Schicht (classe politica) geführt, die sich aus dem Besitz- und Bildungsbürgertum und den liberalen Teilen der alten Aristokratie (classe dirigente) rekrutierte. Das liberale Italien, das vor dem Hintergrund der faschistischen Erfahrung häufig unzutreffend als Demokratie bezeichnet wird, bildete ein politisches System aus, das weitaus weniger anpassungsfähig war als das britische oder französische; es verkörperte einen „autoritären“ oder „oligarchischen“ Liberalismus, der vor der Wahlrechtsreform von 1912 nur rund 7 % der Bevölkerung das Wahlrecht einräumte. Der Monarch besaß die direkte Kontrolle über das Militär, einen bedeutenden Einfluss auf die Außenpolitik und ernannte persönlich den Regierungschef sowie die Mitglieder des Senats. Obwohl es in der gewählten Abgeordnetenkammer eine aus der risorgimentalen Phase überkommene „Rechte“ und „Linke“ gab, betrachteten sich bis zum Ersten Weltkrieg die weitaus meisten Abgeordneten als Liberale. Viele von ihnen waren in Patronage- und Klientelnetzwerke der jeweiligen Heimatorte eingebunden, als deren Interessenvertreter in Rom sie vorrangig agierten. Wiederholte Übergänge vom einen in das andere Lager, „linke“ Mitglieder in „rechten“ Regierungen (und umgekehrt) waren in diesem abwertend trasformismo genannten System der Organisation von Mehrheiten an der Tagesordnung; ein Bedürfnis zur Organisation politischer Parteien bestand aufgrund der sozialen Homogenität und ideologischen Flexibilität der politischen Klasse nicht. Der Ausschluss der besitzlosen und „ungebildeten“ Bevölkerungsmehrheit aus dem politischen Prozess war die Voraussetzung für das Funktionieren dieses Systems. Die daraus resultierenden Legitimitäts- und Stabilitätsprobleme beschäftigten kontinuierlich die politischen Eliten:

„Wenn es eine inhärente ‚Krise des liberalen Staates‘ gab, dann bestand sie darin: dem sich mit dem Wachstum des Sozialismus in den 1890er Jahren verschärfenden Problem, aus dem Volk hervorgegangene Kräfte in die politischen und parlamentarischen Prozesse der Nation zu integrieren.“

Da Papst Pius IX. 1874 allen Katholiken die Teilnahme an nationalen Wahlen verboten hatte und die Kirche konsequent Distanz zu dem liberalen „Räuberstaat“ hielt, schied die wichtigste konservative Institution des Landes als Garant des Status quo aus. Unter den Ministerpräsidenten Francesco Crispi, Antonio Starabba di Rudinì und Luigi Pelloux – dessen Ministerpräsidentschaft schließlich Züge einer Diktatur trug – scheiterte zwischen 1893 und 1900 der Versuch, diese Fragen einer rein autoritär-repressiven Lösung zuzuführen. Crispi versuchte erstmals, die rigorose Unterdrückung sozialistischer und republikanischer Organisationen (Einsatz von 50.000 Soldaten gegen Unruhen sizilianischer Landarbeiter und Bauern 1893/94, Verbot der sozialistischen Partei 1894–1896) mit nationalistischer Rhetorik und kolonialer Expansion (vgl. Italienisch-Äthiopischer Krieg) zu verbinden. Die Wahlniederlage der „historischen Rechten“ (Destra storica) im Juni 1900 machte den Weg frei für die von Giovanni Giolitti (zwischen 1903 und 1914 mehrfach Ministerpräsident) repräsentierte liberale Strömung, die bereit war, den trasformismo auch auf Katholiken, Republikaner und reformistische Sozialisten auszudehnen. Giolitti gelang es, Teile der auf nationaler Ebene bis dahin passiven katholischen Wählerschaft in antisozialistische Wahlallianzen einzubinden und auch die offiziell intransigente Haltung der Kirche gegenüber dem liberalen Staat aufzuweichen (vgl. Gentiloni-Pakt). Gleichzeitig versuchte er, den rechten Flügel der Sozialisten gegen die revolutionäre Linke zu stärken. Er initiierte eine begrenzte Sozialgesetzgebung, lockerte den Wahlzensus wesentlich (bei der Parlamentswahl im Herbst 1913 hatten 65 % der erwachsenen männlichen Bevölkerung das Wahlrecht) und trat als betont „neutraler“ Vermittler bei Arbeitskonflikten auf. Die Formierung von Industriellen- und Großgrundbesitzerorganisationen (1910 Gründung der Confindustria), die eine aggressive Linie gegenüber den Gewerkschaften und allen anderen „Subversiven“ einforderten, stellte den erweiterten trasformismo seit 1910/11 jedoch zunehmend infrage. Er scheiterte endgültig, als 1912 die revolutionären Kräfte die Kontrolle über den PSI übernahmen und der größte Teil der reformistischen Führungsgruppe aus der Partei ausgeschlossen wurde.

#### Die Krise des politischen Systems im Ersten Weltkrieg
Mit Antonio Salandra übernahmen im Frühjahr 1914 die politischen Erben der „historischen Rechten“ die Regierung. Salandras Ziel war es, die sozialistische Linke dauerhaft zu isolieren, den liberalen Block auf einer konservativen Linie zu konsolidieren und nach rechts zu erweitern. Der Eintritt Italiens in den Ersten Weltkrieg, den Salandra zusammen mit seinem Außenminister Sidney Sonnino 1914/15 maßgeblich vorantrieb, war in den Augen der liberalen Rechten stärker noch als äußeren Expansionszielen dem Kalkül einer autoritären Reorganisation der italienischen Innenpolitik untergeordnet.
In der Kampagne für die Intervention fanden sich erstmals die politischen Strömungen zusammen, die in der Nachkriegskrise die faschistische Bewegung trugen: konservative Liberale und Nationalisten, nationalistische Syndikalisten (die im Herbst 1914 die ersten nationalistischen fasci organisierten), Republikaner und einige ehemalige Sozialisten (unter ihnen der im November 1914 aus der sozialistischen Partei ausgeschlossene Benito Mussolini). Zusammen repräsentierten diese Gruppen nur einen kleinen – wenn auch publizistisch deutlich überrepräsentierten – Teil der italienischen Gesellschaft, der zum Zeitpunkt des Kriegseintritts auch in der Abgeordnetenkammer keine echte Mehrheit fand. Das Land begann den Krieg daher tief gespalten und führte ihn in einer „Atmosphäre des Bürgerkrieges“. Statt die gesellschaftlichen Spannungen im Zeichen einer „nationalen“ Anstrengung zu verdecken oder abzuschwächen, spitzte der Krieg sie weiter zu.
Die sozialistische Partei, deren Einfluss auf die städtische Arbeiterklasse kontinuierlich wuchs, hielt ihre Antikriegslinie (unter der allerdings zweideutigen Parole „weder unterstützen noch sabotieren“) auch nach 1915 durch und gab sich im September 1918 ein radikales neues Programm. Die 5,7 Millionen Soldaten, die Italien bis 1918 mobilisierte, waren überproportional häufig Bauern und Landarbeiter, von denen viele zum ersten Mal ihre paesi verließen. Unter ihnen war der Kriegsdienst für einen als fremd und feindlich erlebten Staat zutiefst unpopulär; die Regierung sah sich gezwungen, ihnen nach dem Beinahe-Zusammenbruch der Front im Herbst 1917 (vgl. 12. Isonzoschlacht) großzügige Landzuteilungen nach dem Krieg zu versprechen. Auch auf der politischen Rechten wuchs in den Kriegsjahren die Unzufriedenheit mit der politischen Klasse und dem parlamentarischen System, das in ihren Augen bei der Organisation der Kriegsanstrengungen und der Bekämpfung der „Subversiven“ und „Verräter“ versagte. Ein im Herbst 1917 unter dem Patronat Salandras gebildeter Fascio parlamentare di difesa nazionale trug diese Stimmen, die eine autoritäre Lösung der inneren Krise forderten und zu denen auch Mussolini mit seiner Zeitung Il Popolo d’Italia gehörte, in das Parlament.

#### Der italienische Radikalnationalismus
Die grundlegenden Argumente des rechten Antiparlamentarismus waren bereits vor dem Ersten Weltkrieg von Intellektuellen formuliert worden, die sich zuerst 1903 im Umfeld der Zeitschrift Il Regno zusammengefunden und 1910 die Associazione Nazionalista Italiana (ANI) gegründet hatten. Für Nationalisten wie Enrico Corradini, Alfredo Rocco und Luigi Federzoni war die Konstruktion des italienischen Nationalstaates – von ihnen als Italietta („kleines Italien“) verhöhnt – zutiefst mangelhaft. Die erste Voraussetzung einer äußeren Machtpolitik Italiens war in ihren Augen die Zerstörung der sozialistischen Bewegung und jeder anderen „Subversion“. Den erweiterten trasformismo der Ära Giolitti betrachteten sie als Kapitulation vor der Linken, die das Land endgültig in die zweite Reihe der europäischen Mächte verwies; die Lockerung des Wahlzensus von 1912 ebnete für sie – womit sie ein Argument des klassischen Liberalismus wiederholten – dem Triumph der „Menge“ über die „Besten“ den Weg. Sie propagierten ein Ende oder zumindest eine Einhegung des Klassenkampfes in einer durch den Staat autoritär geeinten Nation, in der „jedes Individuum als Zahnrad, Getriebe oder Niete der Lokomotive arbeitete, die das Vaterland war.“ Dieser neue Nationalismus löste sich vor allem durch seinen aggressiv artikulierten Antiparlamentarismus vom liberalen, im 19. Jahrhundert tradierten Nationalismus ab und trat als eigenständige Kraft auf, die selbstbewusst die Ersetzung der alten politischen Klasse durch „neue Männer“ einforderte. Trotz ihres antiparlamentarischen Elitismus versuchte die ANI von Anfang an gezielt, sich in Einflusspositionen des politischen Systems zu etablieren. Die sechs Sitze in der Abgeordnetenkammer, die sie bei der Wahl im Jahr 1913 erhielt, spiegelten das bereits erreichte Maß ihres Einflusses nur sehr unvollständig. Zwischen 1915 und 1918 begann die nationalistische Ideologie, die Selbstverständigung der italienischen Eliten zu dominieren, wobei neben dem Krieg auch ein Generationenwechsel eine wesentliche Rolle spielte.
Charakteristisch für die ANI war die Verwendung von Begriffen, die sie von politischen Gegnern übernommen und spezifisch umgeprägt hatte („proletarische Nation“, Konzeption eines „nationalen Syndikalismus“ bei Corradini, Mario Viana, Tommaso Monicelli u. a., „Produktivismus“ usw.). Auf dieser Ebene trat sie weniger aristokratisch auf als der Seitenstrang des italienischen Nationalismus, der seine Positionen in Zeitschriften wie Lacerba und La Voce (mit deren Herausgeber, Giuseppe Prezzolini, Mussolini seit 1909 korrespondierte) formulierte. Diese Gruppen verband mit der ANI jedoch ein zentrales Motiv: der intensive Wille zur „Modernisierung“ bei gleichzeitiger Verachtung und Zurückweisung der „Massengesellschaft“.
Es besteht heute ein weitgehender Konsens darüber, dass sich der Hauptstrang der offiziösen Ideologie des faschistischen Regimes aus dem geistigen Fundus speiste, der vor dem Ersten Weltkrieg von der „protofaschistischen“ ANI – für die sich die Forschung erst in den 1970er Jahren zu interessieren begann – bzw. in deren Umfeld entwickelt worden war.
„Es ist geradezu verblüffend, wie der Nationalismus in dieser frühen Phase bereits alle Themen entworfen und aufgezeigt hat, in deren Variationen man später die Originalität Mussolinis hat sehen wollen. In der Phase von 1914 bis 1919 tut Mussolini nichts anderes, als die hier entwickelten Ansätze neu für sich zu entdecken, wobei man Ähnlichkeiten bis in den Wortlaut hinein feststellen kann.“
Allerdings wird äußerst kontrovers darüber diskutiert, welche praktische Bedeutung dieser Ideologie bei der Aktivierung der faschistischen Bewegung (und schließlich im Regime selbst) zukam. Reduktionistische und personalistische Ansätze, die die faschistische Ideologie aus der geistigen Entwicklung einer einzelnen Person – Mussolinis – ableiten, werden in der wissenschaftlichen Literatur kaum mehr vertreten. Ähnliches gilt für Positionen, die das in der Vorkriegszeit entstandene und während des Krieges multiplizierte faschistische Potential auf Italien reduzieren, wie der britische Historiker Kevin Passmore hervorhebt:
„Der Faschismus war nicht das Produkt spezifisch nationaler Traditionen. (…) Wenn sich der Faschismus zuerst in Italien kristallisierte, dann deshalb, weil es die Umstände erlaubten, und nicht, weil er ideologisch prädestiniert war, dies zu tun (…). 1914 gab es in einigen europäischen Ländern protofaschistische Tendenzen. Sie wurden durch den Krieg radikalisiert und brutalisiert und setzten sich danach in der Sprache oder Realität des Bürgerkrieges fort. In keinem Land wurde jeder brutalisiert. Es ist die Aufgabe der Historiker, zu erklären, warum die Brutalisierten in einigen Ländern an die Macht kamen, in anderen aber nicht.“

### Die Anfänge des Faschismus in der Nachkriegszeit

#### Der Frühfaschismus als Teil der nationalistischen Mobilisierung
Unmittelbar nach dem Ende des Krieges zerfiel das heterogene Lager der Interventionisten im Streit. „Demokratische“ Interventionisten wie Leonida Bissolati, die Annexionen jenseits der italienischen Sprachgrenze ablehnten, wurden von der nationalistischen Rechten nun als rinunciatari („Verzichtende“) ebenso heftig angegriffen wie die sozialistischen „Drückeberger“ (imboscati). Als sich nach der Eröffnung der Pariser Friedenskonferenz abzeichnete, dass die italienischen Maximalforderungen (über das 1915 im Londoner Vertrag Zugesicherte hinaus ganz Dalmatien, Fiume und die Innerkrain) gegen den Willen Großbritanniens, Frankreichs und der Vereinigten Staaten nicht durchsetzbar waren, verließen Vittorio Emanuele Orlando und Sonnino am 24. April 1919 demonstrativ Paris. Daraufhin nahm die nationalistische Agitation gegen den „verstümmelten Sieg“ (vittoria mutilata) hysterische Züge an. Sie richtete sich – mit der beifälligen „Sympathie des größten Teils der bürgerlichen öffentlichen Meinung“ – schließlich auch gegen die Regierung des neuen linksliberalen Ministerpräsidenten Francesco Saverio Nitti. Diese hatte am 28. Juni 1919 den Friedensvertrag mit Deutschland und am 10. September 1919 jenen mit Österreich unterzeichnet. Zwei Tage später besetzten zweitausend nationalistische Freischärler – wohlwollend toleriert von den Kommandobehörden der italienischen Armee in Istrien und Dalmatien – unter Führung des Dichters Gabriele D’Annunzio Fiume (siehe Italienische Regentschaft am Quarnero). Dass Nitti es nicht wagte, der Armee die Räumung Fiumes zu befehlen, sondern vor den Augen der italienischen und europäischen Öffentlichkeit über Monate hinweg mit meuternden Offizieren und einem „selbstverliebten Poseur“ wie D’Annunzio verhandelte, verdeutlichte schlagartig die Stärke der nationalistischen Rechten.
Die nationalistische Polemik in der Fiume-Krise hatte allerdings nicht nur eine außenpolitische, sondern auch eine innenpolitische Seite. Sie richtete sich gegen die Vertreter der politisch „erwachten“ Unterschichten und damit gegen jene Kräfte, die nach dem Krieg eine fundamentale politische und soziale Veränderung Italiens anstrebten. Den diciannovismo (sinngemäß etwa „Geist von (19)19“), der sich in Streiks und Demonstrationen, Land- und Fabrikbesetzungen, einem rasanten Wachstum der sozialistischen Partei und der Gewerkschaften und allgemein in einer bis dahin unbekannten Unbotmäßigkeit gegenüber traditionellen Autoritäten äußerte, empfanden die liberalen Eliten als elementare Bedrohung. Eine bürgerliche Statuskrise verschärfte diese Verunsicherung: Schon vor dem Krieg war der italienische Arbeitsmarkt nicht in der Lage gewesen, die Absolventen von Universitäten und höheren Schulen aufzunehmen, und nun suchten zusätzlich tausende demobilisierte Offiziere nach einer „standesgemäßen“ Beschäftigung. Für D’Annunzio und seine Förderer war der nationalistische Taumel um Fiume vor diesem Hintergrund kein Selbstzweck, sondern Teil einer „sorgfältig gelegten Pulverspur“. Die „Explosion“ sollte den „Demokraten“ Nitti zu Fall bringen: Dieser hatte im August 1919 das Verhältniswahlrecht eingeführt, die italienischen Interventionstruppen aus Sowjetrussland abgezogen, machte offenbar mit der während des Krieges versprochenen Bodenreform Ernst und wollte die im Sommer 1919 immer noch 1,5 Millionen Mann starke Armee rasch und weitgehend demobilisieren. Auch Nitti verstand D’Annunzios Aktion als Aufkündigung der üblichen Verkehrsformen liberaler Politik durch maßgebliche Teile des Bürgertums:

„Italien ist auf dem Weg, zu einem großen Nicaragua zu werden. Und das aufgrund des Willens und der Tätigkeit jener Klassen, die den Anspruch erheben, das Sagen zu haben. Diese blöde und idiotische Bourgeoisie hat nicht den geringsten Sinn für die tödliche Gefahr, in der wir alle schweben, und arbeitet fröhlich daran, die Katastrophe zu beschleunigen.“

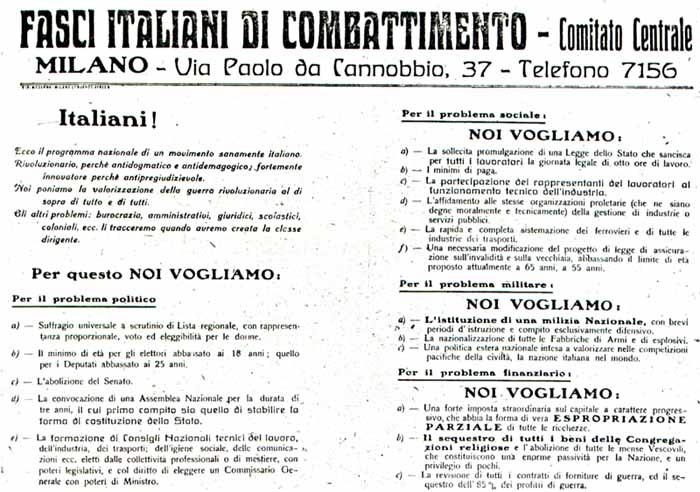
Im Juni 1919 veröffentlichte Mussolinis Zeitung Il Popolo d’Italia das offizielle Programm der Fasci italiani di combattimento. Es enthielt eine Reihe „linker“ Reformforderungen, hatte aber weder 1919 noch später irgendeine Bedeutung für die politische Praxis der Faschisten.

Die radikale Rechte war 1919 noch zu fragmentiert, um die Politik in Rom zu diktieren. Auch die Reste der interventionistischen fasci, die sich am 23. März 1919 auf Anregung Benito Mussolinis in Mailand als Fasci italiani di combattimento konstituiert hatten, erlangten zunächst keine besondere Bedeutung. Ihre im Frühjahr und Sommer 1919 entwickelte Programmatik war kein Ausdruck einer ausgereiften Ideologie, sondern von „Konfusion und Opportunismus“ – die Mischung aus Antisozialismus, Reformforderungen und diffuser revolutionärer Rhetorik unterschied die Faschisten zwar marginal von der prononciert konservativen ANI, war aber nicht innovativ. Wenn es auch zu Beginn kein klares Programm gab, wofür die Fasci exakt stritten, so waren sich ihre Gründer umso stärker klar, wogegen sie waren. Nämlich sowohl gegen Wilson als auch Lenin, da deren jeweilige Anhänger den italienischen Sieg im Krieg „verstümmelt“ hätten. Die Organisation zog bis zum Ende des Jahres 1919 nur knapp 900 organisierte Anhänger an, meist ehemalige Offiziere der Arditi, Futuristen, Studenten und Vertreter verschiedener Spielarten des „linken“ Interventionismus. Diese Gruppen waren weder sozial noch politisch repräsentativ für die heimkehrenden Kriegsteilnehmer (combattenti), als deren Sprecher die fasci sich erfolglos zu inszenieren versuchten. Mussolini, der ehrgeizige Stichwortgeber der Organisation, sah noch bis weit in das Jahr 1920 in seiner Zeitung Il Popolo d’Italia und nicht in den zunächst stagnierenden fasci das Vehikel seines persönlichen Aufstiegs. Mindestens bis zum Herbst 1919 identifizierte die italienische Öffentlichkeit die Begriffe fascio (dt. in der wörtlichen Bedeutung „Bund“ bzw. „Bündel“), fascismo und fascisti allenfalls allgemein mit dem „patriotischen“ Spektrum (im weitesten Sinne mit dem außerparlamentarischen Anhang des Fascio parlamentare di difesa nazionale von 1917/18), aber noch nicht mit einer bestimmten politischen Organisation, einem spezifischen Inhalt oder Politikstil.
Ein besonderes Merkmal der Faschisten war von Anfang an, dass sie den Antisozialismus nicht nur rhetorisch vertraten, sondern – wie in Ansätzen schon während der interventionistischen Kampagne 1914/15 – handgreiflich und seit dem Frühjahr 1920 systematisch und militärähnlich organisiert auf die Straße trugen. Mitglieder des Mailänder fascio griffen bereits am 15. April 1919 eine sozialistische Demonstration an und verwüsteten anschließend Redaktion und Druckerei des sozialistischen Zentralorgans Avanti!. Seine politischen Führer Mussolini, Cesare Rossi, Giovanni Marinelli, Michele Bianchi und Umberto Pasella ließen die ursprünglich vorhandenen antiklerikalen und republikanischen Bestandteile des faschistischen Programms bis zum Frühjahr 1920 fallen, da, so Mussolini, der Kampf gegen die Kirche und für die Republik zur Demokratie und diese zwangsläufig zum Kommunismus führen würde; viele ehemalige „Linksinterventionisten“ schieden in dieser Phase aus der Organisation aus. Übrig blieb zunächst vor allem der programmatische Antisozialismus, als dessen entschiedensten und kenntnisreichsten Vertreter sich Mussolini in seiner Zeitung unermüdlich herausstellte:

„Ich halte das Versprechen, das ich an jenem stürmischen Abend gab, an dem ich ausgeschlossen wurde, aufrecht: Ich sagte, dass ich unerbittlich sein würde, und in fünf Jahren habe ich der sogenannten italienischen, sogenannten sozialistischen Partei nicht einen Augenblick der Ruhe gegönnt.“

#### Zusammenbruch der liberalen Hegemonie
Die Parlamentswahl vom 16. November 1919, bei der erstmals alle erwachsenen Männer abstimmen konnten und das neue Verhältniswahlrecht galt, beseitigte mit einem Schlag die seit der Staatsgründung nie angefochtene liberale Mehrheit in der Abgeordnetenkammer. Die beiden „modernen“ Massenparteien – der PSI und der erst im Januar 1919 gegründete katholische PPI – kamen zusammen auf 256 überwiegend in Nord- und Mittelitalien gewonnene Mandate, die verschiedenen liberalen Gruppen zusammen nur noch auf (je nach Zählung) 220 bzw. 252. Lediglich im Süden und auf den Inseln hatte die liberale Klientelpolitik, mit der Wahlen bislang „gemacht“ worden waren, noch funktioniert. Dieses Parlament, dessen Zusammensetzung die Wahl vom 5. Mai 1921 im Kern bestätigte, war in mehrfacher Hinsicht paralysiert. Eine Zusammenarbeit der Katholiken mit dem von den „Maximalisten“ geführten PSI war ausgeschlossen, und die schließlich versuchte Kooperation der Giolittianer mit dem PPI schwierig, da die dort zunächst tonangebende Strömung um Luigi Sturzo ein durchaus ambitioniertes, auch nach dem Geschmack Giolittis – der im Juni 1920 an die Spitze der Regierung zurückkehrte – entschieden zu „demokratisches“ Reformprogramm vertrat.
Die Wahl zeigte auch, dass die liberale, konservative und radikale Rechte unter den Bedingungen des allgemeinen und gleichen (Männer-)Wahlrechts keine im nationalen Maßstab ins Gewicht fallende Wählerbasis besaß. In Mailand hatte die faschistische Liste, auf der neben Mussolini auch der Schriftsteller Filippo Tommaso Marinetti und der Dirigent Arturo Toscanini angetreten waren, lediglich 1,7 % der Stimmen erhalten. Die von einer negativen Mehrheit aus „Subversiven“ und „Neutralisten“ beherrschte Abgeordnetenkammer, bei deren Eröffnung die sozialistischen Abgeordneten in den Straßen Roms von Faschisten und Nationalisten angegriffen wurden, befeuerte den rechten Antiparlamentarismus und vermehrte in den folgenden Monaten stetig die Zahl der Liberalen, die bereit waren, eine Diktatur zu akzeptieren.
Diese Rechtsentwicklung speiste sich im Kern allerdings nicht aus der „Furcht“ vor einer „italienischen Oktoberrevolution“ (weder Giolitti noch Mussolini rechneten im Ernst damit, dass die Führung des PSI einen Aufstandsversuch unternehmen würde), sondern aus einer das gesamte Bürgertum erfassenden Abwehrbewegung gegen den im Spätsommer und Herbst 1920 kulminierenden, unkontrollierten Einbruch der „Massen“ in politische und soziale Räume, die bisher Reservat der Eliten gewesen waren. In der Abgeordnetenkammer, bis zum November 1919 ein „vergrößerter liberaler Ortsverein“, stellten nun die „Subversiven“ die stärkste Fraktion. Viele Industrielle sahen in den auf dem Verhandlungsweg beendeten Fabrikbesetzungen in der Metallindustrie im September 1920 eine nicht mehr akzeptable Einschränkung der freien Verfügung über das Privateigentum. Ähnliches galt für zahlreiche Großgrundbesitzer, als die Landarbeitergewerkschaft Federterra im Oktober 1920 nach einem sechsmonatigen Streik einen Tarifvertrag durchsetzte, der ihr in einigen Provinzen Norditaliens die Kontrolle über den Arbeitsmarkt sicherte; viele Agrarier waren nun zur „Selbsthilfe“ entschlossen. Bei den Kommunalwahlen im November 1920, dem Höhepunkt der „zwei roten Jahre“ (biennio rosso), gewannen die Sozialisten die Mehrheit in 2.162 Stadt- und Gemeinderäten, darunter in großen Städten wie Bologna und Livorno. Dieser Wahlerfolg war in vielerlei Hinsicht noch folgenreicher als jener bei der Parlamentswahl des Vorjahres; er verschaffte dem PSI erstmals eine für die traditionellen Herrschaftsbeziehungen in den Gemeinden bedrohliche, „wirkliche Macht“. Das zeitliche Zusammentreffen der Erschütterung der liberalen Hegemonie in den Gemeinden und des Durchbruchs des Faschismus zur Massenbewegung kann, so der Historiker Philip Morgan, in seiner Signifikanz „schwerlich überschätzt werden.“ Gegen die kommunalen Machtpositionen des PSI richtete sich der erste massive Schlag der Faschisten, die im Herbst 1920 allgemein „mit der bewaffneten terroristischen Reaktion gegen die sozialistische Partei und die Gewerkschaften identifiziert wurden.“

#### Dersquadrismo
Bereits 1919 hatten einzelne fasci – teils spontan, teils angeregt vom Sekretär der Organisation, Umberto Pasella – begonnen, bewaffnete squadre aufzustellen. Dies stand offenbar im Zusammenhang mit den Planungen für einen nationalistischen Putsch während der Fiume-Krise. 1920 sandte Mussolini Francesco Giunta nach Triest, um dort einen fascio aufzubauen. Squadre der Triestiner Faschisten unternahmen im Frühjahr und Sommer 1920 erstmals im großen Stil so genannte „Strafexpeditionen“ (spedizioni punitive), die sich gegen Sozialisten, Gewerkschafter und die slowenische Minderheit richteten und die gesamte Grenzregion Venezia Giulia erfassten. Dort wurde der Antisozialismus durch Nationalitätenkonflikte akzentuiert und brutalisiert, so dass sich der Faschismus noch vor seinem Durchbruch im übrigen Italien zu einer Massenbewegung mit mehreren tausend organisierten Anhängern entwickelte.
Nachdem bewaffnete Faschisten einen aufsehenerregenden Überfall auf die konstituierende Sitzung des sozialistischen Stadtrates im „roten“ Bologna durchgeführt hatten (21. November 1920), dehnte sich der squadrismo rasch aus – zunächst in der Emilia, der Romagna, in Umbrien, den Marken und der Toskana und bis zum Frühjahr 1921 auf große Teile Nord- und Mittelitaliens aus. Im Süden war der Faschismus vor 1922 nur in Apulien von Bedeutung. Die Mitgliederzahl der fasci vervielfachte sich von rund 20.000 Ende 1920 auf fast 250.000 ein Jahr später. Die militärisch organisierten „Strafexpeditionen“, an denen mitunter mehrere tausend Faschisten beteiligt waren, folgten einem rasch ritualisierten Drehbuch. Die betroffene Gemeinde wurde zunächst umzingelt, die piazza besetzt. Büros und Versammlungslokale der sozialistischen Partei, der Genossenschaften und der Gewerkschaften wurden verwüstet oder in Brand gesteckt. Führende „Rote“ wurden mit dem Schlagstock (manganello) verprügelt, und um sie zusätzlich zu demütigen, wurde ihnen häufig noch das abführend wirkende Rizinusöl eingeflößt. Sozialistische Bürgermeister und Gemeinderäte wurden für „abgesetzt“ erklärt, rote Fahnen heruntergerissen und durch die tricolore ersetzt. Vor allem in den ländlichen Gebieten zerstörten die Faschisten auf diese Weise oft binnen weniger Stunden die in jahrzehntelanger Arbeit aufgebauten Netzwerke der Sozialisten. Obwohl es nicht die Regel war, dass die Faschisten ihre Gegner gezielt und vorsätzlich töteten, kamen bei diesen Aktionen bis zum Oktober 1922 etwa 3.000 Menschen ums Leben. Meist flohen die führenden Sozialisten nach derartigen Angriffen in die größeren Städte, wodurch es den alten Eliten leichtfiel, die soziale Kontrolle über die Arbeiter und Bauern wiederzuerlangen. In einigen Provinzen, etwa in Ferrara, wurden die Arbeiter nach der Zerschlagung der sozialistischen Gewerkschaften gezwungen, in faschistische einzutreten.
Die entscheidende, von den Faschisten konsequent ausgenutzte Schwäche der sozialistischen Bewegung war ihre dezentrale Organisation. Viele Arbeiter waren an eine über den lokalen Horizont hinausgehende politische Kommunikation und Koordination nicht gewöhnt oder verfügten nicht über die erforderlichen kulturellen und materiellen Ressourcen. Fast durchweg unbewaffnet, waren sie den überraschend auftauchenden, mobilen und paramilitärisch organisierten Faschisten nicht gewachsen. Auch der PSI war alles andere als eine straff geführte Kaderorganisation. Die sozialistischen Organisationen jeder einzelnen Provinz – und nicht selten jeder einzelnen Gemeinde – waren eine „Welt für sich und konnten einzeln angegriffen werden.“ Außerdem war die Partei durch heftige interne Fraktionskämpfe zwischen der reformistischen Rechten, der „maximalistischen“ Parteiführung und der radikalen Linken geschwächt. Letztere löste sich im Januar 1921 vom PSI und gründete die kommunistische Partei. Diese Konflikte hemmten auch die Entwicklung verspätet organisierter Selbstverteidigungsformationen wie der Arditi del Popolo. Der Erfolg der faschistischen Kampagne war daher nachhaltig. Die Zahl der Mitglieder des PSI sank von 216.000 (1920) auf 61.000 (1922), da zahlreiche Lokalorganisationen zerstört wurden und viele demoralisierte Mitglieder die Partei verließen. Die Mitgliederzahl der Landarbeitergewerkschaft Federterra, deren Organisationsnetzwerk die Faschisten in den Agrargebieten Norditaliens besonders heftig attackierten, sank von über 800.000 im Jahr 1920 auf etwa 300.000 im Sommer 1922. Während 1920 in der Landwirtschaft 14,1 Millionen Arbeitstage durch Streik verloren gingen, waren es bereits 1921 nur noch 407.000.
Es ist unstrittig, dass Industrielle, Bankiers und Großgrundbesitzer die faschistische Bewegung maßgeblich gefördert haben. Dies geschah durch großzügige Finanzierung oder durch Unterstützung anderer Art, wie etwa durch die Überlassung von Lastkraftwagen, die zum ritualisierten Erscheinungsbild der „Strafexpeditionen“ gehörten. In einigen Fällen wurden die fasci oder deren squadre von lokalen Vereinigungen von Industriellen oder Grundbesitzern überhaupt erst gegründet. Dabei setzten diese eigene Vertrauensleute als Führer ein. Angesichts der Eindeutigkeit der Quellenlage gibt es kein italienisches Pendant zu der jahrzehntelang mit außerordentlicher Heftigkeit geführten Debatte über die Förderung der NSDAP durch deutsche Industrielle. Dieser Zusammenhang wurde schon von Zeitgenossen vielfach vermutet und mitunter nachgewiesen. So schrieb der Präfekt von Mailand, dem bedeutendsten Finanzplatz Italiens und Sitz der faschistischen Führung um Mussolini am 16. Mai 1921 an das Innenministerium:
„Ich kann Ihnen berichten, dass die hiesigen Banken stets besonders großzügig mit ihren Subventionen für die faschistischen Organisationen waren, auch wenn es schwierig ist, die exakten Summen zu nennen, da solche Zahlungen direkt und persönlich von den Vorständen kommen und in Protokollen und Budgets nicht erwähnt werden. Es ist auch wahr, wie weithin angenommen wird, dass nicht nur die Banken, sondern auch Industrielle und Geschäftsleute die Organisationen der Faschisten finanzieren.“
Sozial rekrutierten sich die squadre mit wenigen Ausnahmen fast durchweg aus dem mittleren und kleinen Bürgertum; ihre Mitglieder motivierte vor allem die militante Auseinandersetzung mit den Sozialisten:
„Die squadre waren Gruppen junger Männer vornehmlich bürgerlicher Herkunft, von denen viele im Krieg als Offiziere unterer Dienstgrade gedient hatten. Das waren Studenten und Oberschüler, Söhne von Freiberuflern, lokalen Händlern, Beamten und Grundbesitzern, die mit der antisozialistischen Dynamik des Faschismus sympathisierten. In einigen Gebieten, so in Florenz, besaßen die squadre auch ein plebejisches Element; hier zogen sie die Herumtreiber und Kleinkriminellen der städtischen Unterwelt an (…). Sie sahen sich selbst als Armee, die auf dem Territorium des Gegners operiert und benahmen sich auch wie eine Besatzungstruppe, die eine feindselige Bevölkerung zu beherrschen und zu unterwerfen hat.“
Weniger beachtet wird häufig, dass der liberale Staat und die ihn tragende politische Klasse zwischen 1920 und 1922 auf mehreren Ebenen mit den Faschisten kooperierte. Diese Zusammenarbeit reichte vom Überstellen entlassener Offiziere in die fasci und deren weiterer Besoldung über die Verschleppung und Niederschlagung von Strafverfahren gegen Faschisten bis zum Dorfpolizisten, der bei faschistischen Aktionen aus eigenem Antrieb oder auf Weisung von oben „ein Auge zudrückte“. Stellenweise gingen Faschisten, Polizei und Armee offen gemeinsam vor, so etwa Anfang März 1921 in Florenz, als es nach der Ermordung des örtlichen Vorsitzenden der kommunistischen Partei zu Unruhen in den Arbeitervierteln der Stadt kam. Mitunter waren aktive Polizei- und Armeeoffiziere sowie in der Gemeinde oder der Provinz einflussreiche Liberale zugleich Mitglied eines fascio. Die von der Regierung dekretierte Entlassung hunderter sozialistischer Stadt- und Gemeinderäte, die zuvor von den Faschisten „abgesetzt“ worden waren, honorierte die faschistische Gewalt offiziell. Die von den Präfekten eingesetzten kommissarischen Verwalter waren häufig selbst Faschisten oder sympathisierten mit ihnen. Die Kooperation, zumindest aber die Passivität von Polizei und Justiz war für viele Faschisten die stillschweigende Voraussetzung ihrer Aktivität; als sich am 21. Juli 1921 in Sarzana auf Anweisung eines Offiziers einige Carabinieri einer faschistischen „Strafexpedition“ entgegenstellten, führte das zum fluchtartigen Rückzug der überraschten, daraufhin auch von den Einwohnern mit Knüppeln und Mistgabeln attackierten Squadristen und zu einer schweren Krise der gesamten Bewegung. Der politische Ausdruck der Zusammenarbeit von Faschisten und Liberalen war die Integration der Faschisten in den blocco nazionale, den von Giolitti für die Parlamentswahl im Mai 1921 formierten bürgerlichen Wahlblock; die einschüchternde Präsenz der Faschisten in den Wahllokalen vieler norditalienischer Dörfer und Kleinstädte, die 1919 noch mehrheitlich sozialistisch gewählt hatten, machte bereits diese Wahl in Teilen zur Farce.
Die erste Welle des squadrismo in den Jahren 1920 und 1921 führte zum politischen Durchbruch der faschistischen Bewegung und machte ihren Führer Mussolini zu einer nationalen politischen Figur. Auch viele der später prominenten Faschisten schufen sich als Führer des Squadrismus eine eigene regionale Machtbasis: Dino Grandi und der ehemalige Anarchist Leandro Arpinati in Bologna, Italo Balbo in Ferrara, Roberto Farinacci in Cremona, Renato Ricci in Carrara, Dino Perrone Compagni in Florenz, Achille Starace im Trentino usw. Auch in der politischen Symbolik und Mythologie des faschistischen Regimes spielte er eine zentrale Rolle. Dabei verschwanden „die erbärmlichen Tatsachen hinter dem squadrismo, das polizeiliche Gewährenlassen und die Gelder der Industriellen und Agrarier“, hinter der Erzählung von der „Rettung Italiens“ durch Mussolini.

#### Krise der Bewegung und Gründung des PNF
In der explosionsartig angewachsenen faschistischen Bewegung bauten sich nach der Wahl vom Mai 1921 innerhalb weniger Monate erhebliche Spannungen auf. Die von Mussolini vertretenen dominierenden Kräfte in der Mailänder Führungsgruppe und in der 35-köpfigen Fraktion in der Abgeordnetenkammer waren durchaus bereit, den faschistischen Einfluss langfristig weiter in dem durch den blocco nazionale gesetzten Rahmen auszubauen. Sie sahen sich perspektivisch als Teil eines „nationalen“ Machtkartells, das – zumindest in der Vorstellungswelt Mussolinis – auch den rechten Rand der Sozialisten bzw. die reformistischen Gewerkschaftsführer einbinden sollte. Diese Richtung bereitete die Gründung einer „normalen“ Partei vor und empfand die ihrem unmittelbaren Einfluss weitgehend entzogene squadristische Gewalt nun eher als Belastung: Am 2. Juli 1921 erklärte Mussolini in Il Popolo d’Italia, dass in Italien keine „bolschewistische Gefahr“ – mit der das Vorgehen gegen den PSI und die Gewerkschaften gerechtfertigt worden war – mehr existiere. Eine einflussreiche Gruppe faschistischer Extremisten lehnte diesen Kurs jedoch ab. Diese selbsterklärten „Revolutionäre“ – „in praktischen Begriffen auf der extremen Rechten, theoretisch auf der Linken der Bewegung“ –, als deren Sprecher vor allem Dino Grandi und Italo Balbo auftraten, waren besonders eng mit dem großagrarischen Konservatismus in Nord- und Mittelitalien verbunden; sie hielten eine völlige und dauerhafte Zerstörung der Arbeiterbewegung für möglich, lehnten Kompromisse mit den Giolittianern ab und forderten offen eine „nationale“ Diktatur. Sie hatten häufig bereits damit begonnen, in ihren Einflussgebieten Arbeiter in faschistische Syndikate zu pressen, die ohne die Stütze der faschistischen Gewalt sofort wieder zerfallen wären.
Als Mussolini die Verunsicherung nach den Ereignissen von Sarzana auszunutzen versuchte, um in dieser Frage eine Entscheidung herbeizuführen, brach der Konflikt im August 1921 offen aus. Der von dem neuen Ministerpräsidenten Ivanoe Bonomi vermittelte und von Mussolini gebilligte „Befriedungspakt“ (patto di pacificazione) mit den Sozialisten wurde von fast allen wichtigen Führern des Faschismus in den Provinzen abgelehnt. Nachdem eine Konferenz der fasci der Po-Ebene in Bologna den Pakt verworfen hatte, erklärte Mussolini am 18. August 1921 seinen Rückzug aus dem Zentralkomitee der Fasci di combattimento – ein berechnetes Manöver, das seine intendierte Wirkung jedoch zunächst verfehlte und ihn beinahe ins politische Aus befördert hätte. Balbo, Grandi und der venezianische Faschistenführer Pietro Marsich suchten im August zunächst die Verbindung mit Gabriele D’Annunzio, der aber nicht bereit war, sich an die Spitze der Faschisten zu stellen. Die Krise wurde erst durch einen Ausgleich der Interessen auf dem dritten Kongress der Fasci di combattimento in Rom beigelegt (7. bis 10. November 1921), wo am 9. November 1921 der Partito Nazionale Fascista (PNF) gegründet wurde.
Mussolini setzte seine Ziele mit der Gründung der Partei nur teilweise durch. Die squadre wurden zwar reorganisiert, aber nicht aufgelöst, der „Befriedungspakt“ wurde offiziell aufgekündigt. Der Einfluss des Duce hatte weiterhin klare Grenzen: „Mindestens die Hälfte der Parteiführung bestand aus leitenden Squadristen, und die einfachen Parteimitglieder standen für gewöhnlich loyal zu ihrem lokalen Boss, aber nicht zu Mussolini.“ Die Führung des PNF hatte zwar das Recht, für die Gesamtpartei verbindliche politische Positionen zu formulieren, aber offiziell keine Möglichkeit, die Personalauswahl unterhalb der nationalen Ebene zu steuern. Die mächtigen Provinzsekretäre sollten nach dem Statut von 1921 von Delegiertenversammlungen der Provinzen gewählt werden, wodurch die Zersplitterung der faschistischen Bewegung in eine Vielzahl kleiner, sich gegeneinander und gegen die Zentrale abschottender provinzieller Machtzentren fixiert wurde. Dieses „demokratische“ Element führte 1921/22 dazu, dass sich überwiegend die führenden Squadristen die ausschlaggebenden Posten sicherten. Auch das Statut von 1926, das die Wahlämter abschaffte und die Einsetzung des segretario federale durch die Zentrale vorsah, änderte an der Fragmentierung der Parteistruktur nichts.

Parteiabzeichen der Faschisten (1926–1943)

Programmatisch besiegelte die Parteigründung den Bruch mit allen noch übrigen Elementen „linker“ Reformpolitik aus der Anfangszeit des Faschismus. Als leitende Grundsätze proklamierte der PNF „Ordnung, Disziplin, Hierarchie“. Die Partei bekannte sich in „produktivistischen“ Formeln zum Privateigentum und zu ökonomischer „Effizienz“, forderte eine Senkung der Staatsausgaben, die Privatisierung öffentlicher Betriebe und eine die Unternehmer begünstigende Steuerreform. Dieser Marktliberalismus war an ein Bekenntnis zur Nation als „höchster Synthese aller materiellen und immateriellen Werte“ und zum autoritären, von einer technokratischen Elite geführten Staat als „rechtlicher Inkarnation der Nation“ gekoppelt, das für demokratische Organisation und Partizipation keinen Raum mehr ließ. Ein programmatischer Artikel Mussolinis in der nach dem Parteitag gegründeten Zeitschrift Gerarchia („Hierarchie“) stellte den Faschismus wenig später explizit in eine reaktionäre Traditionslinie des Kampfes gegen die „Prinzipien von 1789“.
Zum Zeitpunkt der Gründung der faschistischen Partei war die Mehrzahl ihrer etwa 220.000 Mitglieder männlich, relativ jung (etwa ein Viertel hatte das Wahlalter noch nicht erreicht) und bürgerlicher bzw. kleinbürgerlicher Herkunft – nach Richard Bosworth „die faschistischen Söhne liberaler Väter“. Der Anteil von Industrie- und Landarbeitern soll nach einer von Umberto Pasella veranlassten Untersuchung im Herbst 1921 bei etwa 40 % gelegen haben. Er sank allerdings bis zum Ende der 20er Jahre auf etwa 15 %. Die Fluktuation in der Partei war hoch, schon 1922 schied etwa die Hälfte der Gründungsmitglieder wieder aus.
Als wesentlich für die Geschichte des faschistischen Regimes erwies sich, dass die Partei für zahlreiche Mitglieder von Anfang an nicht nur ein politisches Instrument, sondern in vielleicht noch höherem Maße auch eine Quelle von Einkommen und Status war. Bereits vor der Machtübernahme unterhielt der PNF einen beachtlichen Apparat besoldeter Funktionäre, der einen großen Teil der Parteifinanzen – die sich wenige Monate nach der Parteigründung überwiegend aus einzelnen Großspenden von Banken und Industriellen, aber nur zu etwa 40 % aus Mitgliedsbeiträgen und kleineren Spenden speisten – aufzehrte. In diesem Umfeld blühten spätestens nach der Machtübernahme Nepotismus und Korruption, die sowohl für kleine Funktionäre und Amtsträger vor Ort als auch für prominente Führer der Partei eher die Regel als die Ausnahme waren: „Italo Balbo, Anfang 1921 ein mittelloser Ex-Student, war 1924 ein reicher Mann.“ Ganze Provinzorganisationen ähnelten trotz gelegentlicher Inspektionen von außen spätestens in den 30er Jahren einer „dubiosen Geschäften und dem Profit gewidmeten camorra“. Die endlosen und lähmenden Fraktions- und Cliquenkämpfe, die sich, von Mussolini mehr oder weniger energisch moderiert, nach 1922 auf lokaler Ebene abspielten, waren – obwohl regelmäßig auf dem Boden der offiziösen Ideologie ausgetragen – im Kern sehr häufig Auseinandersetzungen um Posten, Status und Geld: „Der Kampf um persönliche Positionen wurde wichtiger als die Kommunikation von Ideologie.“ Das war eine schon unmittelbar nach der Gründung erkennbare Ursache für die „überraschend dysfunktionale Parteiorganisation“ und erklärt zum Teil, warum der PNF nach dem Sturz Mussolinis am 25. Juli 1943 einfach zerfiel.

### Aufbau
Mussolini wurde, als er 1922 beim Marsch auf Rom mit einem Putsch drohte, von König Viktor Emanuel III. zum Ministerpräsidenten ernannt.

### Führerkult

Mussolinis persönliche Flagge mit römischem Liktorenbündel

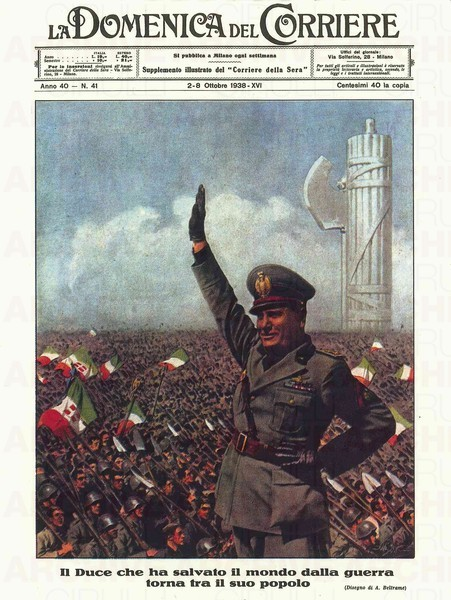
Propagandistische Darstellung Benito Mussolinis auf der Titelseite der Zeitung La Domenica del Corriere (1938)

In den Jahren 1924 und 1925 brachen die internen Machtkämpfe offen aus. Mussolini reagierte darauf, indem er zunehmend nicht mehr nur als Anführer der Bewegung, sondern als Duce („Führer“) ganz Italiens auftrat. 1925 stellten die „Extremisten“ für kurze Zeit den Generalsekretär der faschistischen Partei und setzten getreu ihrer Kader-Idee Aufnahmebeschränkungen durch. Schließlich versuchten sie Ende 1925, einen Streik zu organisieren, der sich auch gegen Mussolini wandte.

Nach dessen Scheitern wurden parteiinterne Wahlen abgeschafft und die „Extremisten“ aus wichtigen Positionen entfernt. In den folgenden Jahren scheiterten mehrere Versuche, die alten Eliten sowie Offiziere in die Partei zu integrieren. Der Zulauf kam vor allem aus der Beamtenschaft. Eine Dominanz über alle gesellschaftlichen Bereiche wie die NSDAP in Deutschland erreichte die faschistische Partei Italiens daher nie.
1925 verbot Mussolini die Sozialistische Partei und antifaschistische Organisationen und schuf mit seinem Führerkult – dem mussolinismo – ein Modell für andere faschistische Diktaturen. Der Duce präsentierte sich als Mann des Volkes: Arbeiter, Vater, Sportler, Frauenheld, Soldat, mit Uniform und martialischem Auftreten. Der Großmachtanspruch des antiken Römischen Reiches blieb leitende Idee des italienischen Faschismus und führte namentlich zum Überfall auf Äthiopien 1935. Ab 1938 verfolgte der Faschismus auch offiziell eine antisemitische Politik, die auch aus eigenem Antrieb entstand, und nicht nur auf deutschen Druck.

### Imperialismus

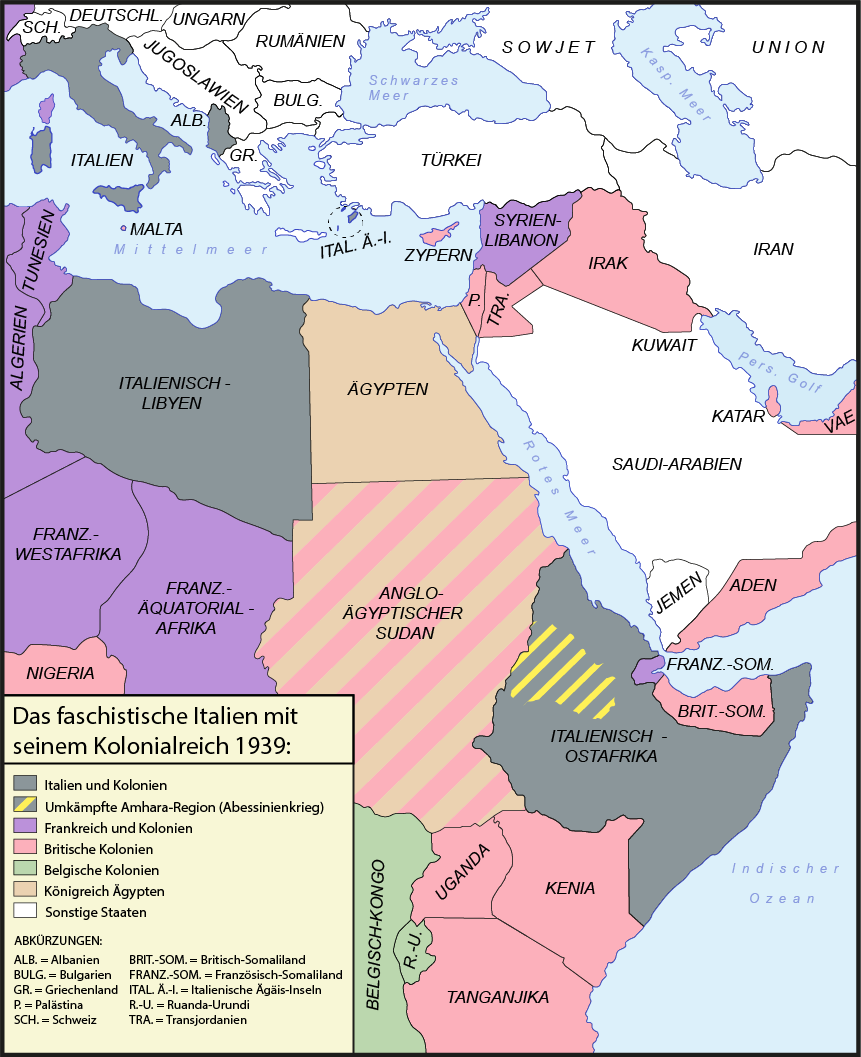
Das faschistische Italien mit seinem Kolonialreich in Europa und Afrika (1939)

Die Politik des Faschismus zielte darauf ab, Italien als Großmacht zu etablieren. Dazu gehörten symbolische Aktionen zur Unterstreichung der Hegemonie (im Sinne Antonio Gramscis) ebenso wie die Demonstration der Stärke unter anderem mit der Einverleibung weiterer Gebiete an der Adriaküste im Zeichen des Irredentismus. Nachdem eine italienische Kommission, die im griechisch-albanischen Grenzgebiet Grenzstreitigkeiten schlichten sollte, ermordet worden war, ließ Mussolini der griechischen Regierung ein Ultimatum übersenden. Als dieses nicht sofort erfüllt wurde, wurde die Insel Korfu mitten im Frieden beschossen und mehrere Wochen durch italienische Truppen besetzt (Korfu-Zwischenfall). Der Vertrag von Rom (1924) besiegelte die Annexion der Stadt Fiume an das Königreich, nachdem der Grenzvertrag von Rapallo bereits 1920 den Dazugewinn von Zara bedeutet hatte.
Vor allem aber sollte sich Italien als die bestimmende Macht im Mittelmeerraum (Mare Nostrum) etablieren und sich als Kolonialmacht behaupten. Bereits 1924 wurde Italien das Jubaland zugeschlagen, um es dafür zu entschädigen, dass es an der Aufteilung des deutschen Kolonialbesitzes nicht beteiligt worden war. Infolge des – mit äußerst brutalen Mitteln geführten – Abessinienkrieges konnte bis zum 9. Mai 1936 ganz Abessinien erobert werden.
1939 ging Italien das als „Stahlpakt“ bezeichnete Kriegsbündnis mit dem Deutschen Reich ein. Mussolini proklamierte am 1. September 1939 die „Nichtkriegführung“ (non belligeranza) Italiens; das angekündigte „entscheidende Gewicht“ (peso determinante) seines Landes warf er aber schon im Juni 1940 in den Kampf, als England und Frankreich der Krieg erklärt wurde.

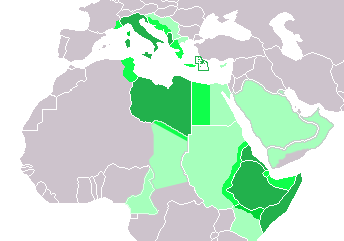
Königreich Italien mit bis 1939 eroberten Ländern und Kolonien (dunkelgrün); eroberten Gebieten während des Zweiten Weltkriegs (grün) und sonstigen Expansionsplänen (hellgrün)

Als Kriegsziel wurde abermals die Schaffung eines italienischen Imperiums erklärt. Italien würde sein Territorium auf Nizza, Korsika, Malta, die gesamte Küste Dalmatiens mitsamt Albanien, Kreta und weitere griechische Inseln ausweiten. Zu den bisherigen Kolonien würden Tunesien, Ägypten (mit Sinai-Halbinsel), Sudan und Teile Kenias hinzukommen, um eine Landverbindung von Libyen nach Äthiopien sicherzustellen. Auch die Territorien von Britisch- und Französisch-Somaliland sowie Teile Französisch-Äquatorialafrikas sollten somit in Besitz genommen werden, mit der Türkei und arabischen Staaten Vereinbarungen über Einflusszonen getroffen werden. Zudem sollten die strategisch wichtigen Stützpunkte Aden und Perim unter italienische Kontrolle gelangen.
Allerdings war Italien durch die Intervention in Spanien wirtschaftlich und militärisch äußerst stark belastet worden und Mitte 1939 war Mussolini der Ansicht, dass Italien nicht vor 1943 erneut für einen Krieg gerüstet sein werde.
Die italienischen Operationen waren nicht erfolgreich: Der Angriff gegen das bereits geschlagene Frankreich blieb in den Alpen stecken; die Offensive gegen die Briten in Nordafrika Ende 1940 und der Feldzug gegen Griechenland scheiterten und konnten nur durch das Eingreifen der deutschen Wehrmacht überdeckt werden. Die neuere Forschung schreibt die desaströsen Ergebnisse vor allem dilettantischer strategischer Planung und maßloser Selbstüberschätzung insbesondere des „Duce“ selbst zu.
1941 nahm ein italienisches Expeditionskorps am deutschen Feldzug gegen die Sowjetunion teil. Gleichzeitig erreichte die Ausdehnung Italiens und seiner kolonialen Besitztümer auch dank deutscher Unterstützung ihren Höhepunkt. Bald darauf scheiterte die letzte deutsch-italienische Offensive in Nordafrika. Die Kette der Niederlagen für das faschistische Regime setzte sich nun fort: Nach der Kapitulation der Achsentruppen in Tunesien im Mai 1943 eroberten Amerikaner und Briten die Inseln Lampedusa und Pantelleria und landeten im Juli 1943 in der Operation Husky auf Sizilien. Der Traum eines italienischen Imperiums war zerplatzt.

### Judenverfolgung
Ab Mitte des 19. Jahrhunderts wurde auch in Italien der Antisemitismus, an dem auch die katholische Kirche beteiligt war (Antijudaismus), neu entfacht. Die Stellung der italienischen Juden war während dieses Zeitraumes jedoch als vergleichsweise günstig zu betrachten. Die Trägerschichten des Risorgimento vertraten vor allem liberale Werte, aus denen die Gleichstellung aller Bürger – somit auch der Juden – hervorging. Bei der Ausrufung des Königreichs Italiens im Jahr 1861 musste zudem nicht auf Interessen der katholischen Kirche geachtet werden, die sich der nationalen Einigung generell widersetzte. Die italienischen Juden, vor allem in den Metropolen Nord- und Mittelitaliens ansässig, bildeten dort größtenteils eine urbane, bürgerliche Schicht mit einem vergleichsweise hohen Bildungsniveau. So rückten sie nach der Jahrhundertwende und der Zeit des Fin de Siècle zeitweise als Symbol der Moderne und deren Auswüchse in den Fokus. Auch im Umfeld des Italienisch-Türkischen Krieges wurde die Loyalität der italienischen Juden im erstarkenden Lager der Nationalisten angezweifelt. Im Unterschied zum Deutschen Reich jedoch fanden derlei Ressentiments keinen Weg in die politische Führungsschicht des Landes, die nach wie vor liberal ausgerichtet war.
Nach der Machtergreifung durch die Faschisten im Jahr 1922 konnten die italienischen Juden ihre gesellschaftliche Stellung halten. Ihnen war es auch nicht verwehrt, dem Partito Nazionale Fascista beizutreten: Etwa zweihundert Juden waren schon beim Marsch auf Rom dabei. Einige von ihnen brachten es zu hohen Ämtern in der Partei, so Aldo Finzi, der 1942 aus der Partei ausgeschlossen wurde, sich der Resistenza anschloss und beim Massaker in den Ardeatinischen Höhlen ermordet wurde, oder Guido Jung, italienischer Finanzminister von 1932 bis 1935.
Öffentlich äußerte sich Mussolini zu Rassentheorien und Antisemitismus sehr kritisch. Eine seiner Geliebten, Margherita Sarfatti, war selber Jüdin. Vor einer Versammlung ausländischer Journalisten erklärte Mussolini im November 1927:

„Faschismus bedeutet Einigkeit, Antisemitismus dagegen Destruktion. Faschistischer Antisemitismus oder antisemitischer Faschismus sind deshalb eine krasse Absurdität. Wir in Italien finden es höchst lächerlich, wenn wir hören, wie die Antisemiten in Deutschland durch den Faschismus an die Macht kommen wollen. Auch von anderen Ländern kommt zu uns die Nachricht, daß ein antisemitisch gefärbter Faschismus Boden zu gewinnen sucht. Wir protestieren energisch dagegen, daß der Faschismus auf diese Weise kompromittiert wird. Der Antisemitismus ist ein Produkt der Barbarei, während der Faschismus auf der höchsten Zivilisationsstufe steht und dem Antisemitismus diametral entgegengesetzt ist.“

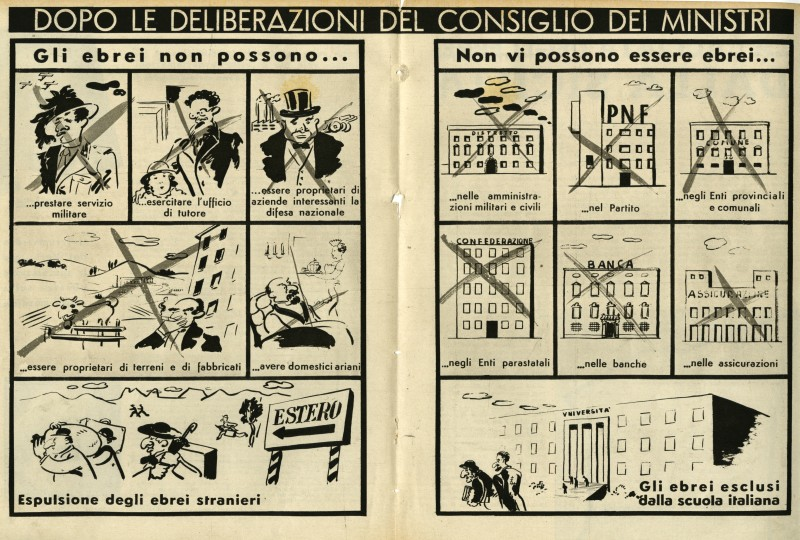
Darstellung zum Rassengesetz erschienen in La difesa della razza, November 1938

An diesem Standpunkt habe Mussolini konsequent festgehalten, schreibt Hugo Valentin im Jahr 1937. Aber schon zu Beginn der 1930er Jahre wurden erste Anzeichen eines staatlich verordneten Antisemitismus auch in Italien sichtbar. Und schon vor der NS-Machtergreifung warben die Nationalsozialistischen Monatshefte z. B. im Mai 1931 für das im Franz-Eher-Verlag erschienene Buch „Die Revolution des Faschismus“ von Vincenzo Meletti, für das Adolf Hitler ein Vorwort geschrieben hatte. Das Gesetz über die israelitischen Gemeinschaften (Legge Falco) brachte nicht nur die Reorganisation der Kultusgemeinschaften mit sich, sondern auch eine verstärkte Kontrolle und Einmischung durch den Staat. Unter anderem sollte der Anteil an jüdischen Führungskräften dadurch beschränkt werden. Dies hinderte Italien vorerst aber nicht daran, aus dem Deutschen Reich geflüchtete Juden aufzunehmen bzw. ihre Weiterreise nach Palästina zu ermöglichen.
Nach Adolf Hitlers Machtübernahme in Deutschland nahm Italien zahlreiche Juden aus Deutschland auf, die vor den Nationalsozialisten fliehen mussten. Es kam aber auch in Italien zu einer Reihe antijüdischer Publikationen. Faschistische Zeitschriften wie Il Tevere, Giornalissimo, Quadrivio zeichneten sich durch ihren radikalen Antisemitismus aus. Die 2009 veröffentlichten Tagebuchaufzeichnungen aus den Jahren 1932–38 seiner Geliebten Clara Petacci zeigen einen Mussolini, der sich privat sehr antisemitisch äußerte. Im Vorfeld des Abessinienkrieges kam es zu einem weiteren Erstarken des Rassismus. Den Wendepunkt in der Judenpolitik des faschistischen Regimes brachte schließlich das Jahr 1938. Auf Wunsch Mussolinis setzten Wissenschaftler um Guido Landra das Manifest der rassistischen Wissenschaftler (Manifesto della razza) auf, das in den italienischen Rassengesetzen (leggi razziali) gipfelte. Die Juden wurden als außereuropäische, unitalienische und deshalb nicht assimilierbare Bevölkerung definiert.
Die Juden in Italien (39.000 Staatsbürger und 11.200 Ausländer) wurden fortan registriert und ausgegrenzt. Im September 1938 wurden jüdische Schüler und Lehrer aus den staatlichen Schulen ausgeschlossen, ab Herbst 1939 häuften sich physische Übergriffe auf Juden, von Mai 1942 an waren alle erwachsenen Juden unter 56 Jahren zu Zwangsarbeit verpflichtet, 1943 wurden sie in Lagern interniert. Als Mussolini im Juli 1943 gestürzt wurde, gab es kaum einen Beruf mehr, den Juden legal ausüben durften. Ab September 1943 wurden in der Italienischen Sozialrepublik die Juden enteignet, in italienische Konzentrationslager eingewiesen und dann über Durchgangslager in die deutschen Vernichtungslager im Osten deportiert. Dabei arbeiteten deutsche und italienische Behörden eng zusammen. Es blieb aber kein Einzelfall, dass sich italienische Militärkommandanten weigerten, an den antijüdischen Aktionen der nationalsozialistischen Truppen teilzunehmen.
Insgesamt wurden etwa 9.000 Juden unter der Herrschaft des Faschismus in deutsche Konzentrationslager deportiert und getötet.

### Absetzung Mussolinis, deutsche Besetzung Italiens und alliierter Sieg
Unter dem Eindruck der verheerenden Niederlagen 1942 und 1943 wurde Mussolini 1943 vom Großen Faschistischen Rat, dem faschistischen Exekutivorgan, abgesetzt. Diese Absetzung erfolgte systemkonform mit einfachem Mehrheitsbeschluss, da der Rat die höchste Instanz des faschistischen Staates war. Mussolini wurde inhaftiert. König Viktor Emanuel III. übernahm den Oberbefehl über die Streitkräfte und beauftragte Marschall Pietro Badoglio, eine Militärregierung zu bilden. Dieser erklärte die faschistische Partei und ihre Gliederungen per Gesetz für aufgelöst.

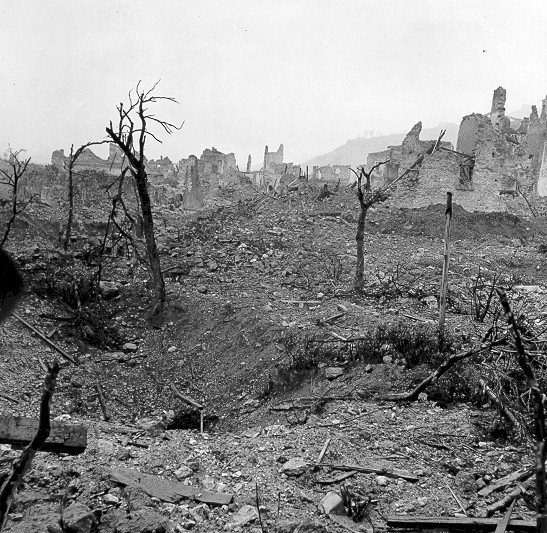
Nur Ruinen blieben nach der Schlacht um Monte Cassino, bei der im Mai 1944 32.000 Soldaten fielen

Das Deutsche Reich versuchte darauf, die Schwarzhemden in Italien wieder an die Macht zu bringen. Am 10. September begann mit dem sogenannten Fall Achse die deutsche Besetzung Italiens. Am 12. September 1943 befreiten deutsche Fallschirmjäger im „Unternehmen Eiche“ mit Lastenseglern den auf dem Gran Sasso von königstreuen italienischen Truppen gefangengehaltenen Duce Mussolini. Deutschland errichtete im nordöstlichen Teil Italiens eine Marionettenregierung unter Mussolini, die Italienische Sozialrepublik („Republik von Salò“), die am Gardasee residierte. Diese Parallel-Regierung blieb mit Deutschland verbündet, erklärte ihrerseits dem von den Alliierten besetzten Teil Italiens den Krieg und bekämpfte in Mittel- und Norditalien alle Personen und Institutionen, einschließlich Partisanen, die mit der Regierung Badoglio sympathisierten und die Besetzung Italiens durch Hitlerdeutschland ablehnten (siehe Resistenza).
In den folgenden knapp zwei Jahren war vor allem Mittelitalien von den schweren Kämpfen entlang der nur langsam vorrückenden Front – Befreiung Roms am 4. Juni 1944 – lokal zwar unterschiedlich betroffen, aber in vielen Gegenden richteten die Kämpfe heftige Verwüstungen an. Viele deutsche Kriegsverbrechen in Italien in diesen Monaten sind belegt. Kommunistische, sozialistische, katholische und liberale Partisanen der Resistenza kämpften dort gegen deren Truppen und mit ihnen verbündete Italiener. Später wurde dieser Kampf vom Gros der Italiener als „nationaler Befreiungskrieg“ empfunden. Daneben hat sich auch der aus der ursprünglich neofaschistischen Geschichtsschreibung stammende Begriff des „Bürgerkriegs“ etabliert, der in Italien kontrovers diskutiert wird.
Ende April 1945 wurde Mussolini von kommunistischen Partisanen gefangen genommen und am 28. April in Mezzegra am Comer See standrechtlich erschossen.
Am 29. April 1945 kapitulierten die deutschen Streitkräfte bedingungslos.

## Gesellschaftliche Verarbeitung
Nach Kriegsende wurde in Italien die Zeit des Faschismus – die Beseitigung demokratischer Strukturen, die Zusammenarbeit mit den deutschen Nationalsozialisten und die aktive Beteiligung an der Vertreibung und Ermordung von einem Viertel der italienischen Juden – vollkommen anders rezipiert und verarbeitet als in Deutschland. Vor allem der Vergleich mit dem deutschen Nationalsozialismus überdeckte im kollektiven Gedächtnis die eigene Beteiligung an antisemitischen Verfolgungsmaßnahmen. Teilweise trugen sogar italienische Juden das Narrativ des anständigen Italieners mit und fügten ihre eigenen Erlebnisse in dieses ein. Ursachen für diesen differenten Umgang mit dem Faschismus waren nicht nur der im Vergleich zum Nationalsozialismus geringere Wirkungsradius der faschistischen Innen-, Außen- und Militärpolitik, sondern auch das Ausbleiben eines internationalen Kriegsverbrecherprozesses wie der Nürnberger Prozesse. Diese Entwicklung war wiederum bedingt durch den intern herbeigeführten Sturz des Regimes, während dieser in Deutschland erst mit Niederlage und Kapitulation erfolgte.
In weiten Teilen der italienischen Gesellschaft, vor allem bei der Linken, Anhängern von Sozialisten und Kommunisten, die sich auf die Tradition der Resistenza und des Partisanenkampfes beriefen, war und ist der Faschismus dennoch geächtet. Aufgrund der starken Rolle der Linksparteien in der Nachkriegszeit galt eine (zumindest rhetorische) eindeutige Verurteilung des Faschismus während der Ersten Republik (1946–1993) daher als gemeinsame Grundüberzeugung aller demokratischen Parteien. Seit den einschneidenden politischen Veränderungen der frühen 1990er Jahre wie dem Aufstieg Silvio Berlusconis und der nationalkonservativen, postfaschistischen Alleanza Nazionale hat jedoch eine positive oder eine relativierende Bewertung der faschistischen Vergangenheit an Einfluss gewonnen.
Heute wird die Person Benito Mussolinis an ihren Wirkungsstätten – dem Amtssitz der von ihm geführten Sozialrepublik in Gargnano am Gardasee, der Familiengruft in Predappio oder im Mussolini-Museum in der Nähe von Forlì – teils von neofaschistischen Gruppierungen mystifiziert und ein Personenkult gepflegt. Die Verherrlichung des Faschismus ist nach geltender italienischer Rechtslage zwar strafbar, zu einer konsequenten Anwendung kommen diese Gesetze jedoch nicht.
Als bekennende neofaschistische Politikerin galt Alessandra Mussolini, die Enkelin des ehemaligen Diktators.

## Filmdokumentationen
- Fascist Legacy. Vereinigtes Königreich 1989, Regie: Ken Kirby, Sprachen: Englisch, Italienisch.
- La guerra sporca di Mussolini / Mussolini's Dirty War. Italien 2008, Regie: Giovanni Donfrancesco, Sprachen: Englisch, Italienisch.